# Açude Tatajuba
O açude Tatajuba está localizado no leito do riacho Tatajuba, pertencente à Bacia do rio Salgado, na região centro-sul do Ceará. Construído em 1996.